# Apogonia caobangensis
Apogonia caobangensis är en skalbaggsart som beskrevs av Kobayashi 2008. Apogonia caobangensis ingår i släktet Apogonia och familjen Melolonthidae. Inga underarter finns listade i Catalogue of Life.